# Jameela palmyra
Jameela palmyra is een vlinder uit de familie van de Lycaenidae. De wetenschappelijke naam van de soort is voor het eerst gepubliceerd in 1860 door Felder.

## Verspreiding
De soort komt voor in Indonesië, Papoea-Nieuw-Guinea, Australië en de Solomonseilanden.

## Waardplanten
De rups leeft op Dendrophthoe vitellina.

## Ondersoorten
- Jameela palmyra palmyra (Felder, 1860)
  - = Nacaduba valentina Grose-Smith, 1895
  - = Nacaduba poecilta Holland, 1900
- Jameela palmyra coelia (Grose-Smith, 1894)
  - = Nacaduba coelia Grose-Smith, 1894
  - = Nacaduba subvariegata Rothschild, 1915
- Jameela palmyra tasmanicus (Miskin, 1890)
  - = Lycaenesthes tasmanicus Miskin, 1890
  - = Lycaena elaborata Lucas, 1900
- Jameela palmyra clara (Tite, 1963)
  - = Erysichton palmyra clara Tite, 1963
- Jameela palmyra lateplaga (Tite, 1963)
  - = Erysichton palmyra lateplaga Tite, 1963